# Віганциці-Житавські
Віганциці-Житавські (пол. Wigancice Żytawskie) — село в Польщі, у гміні Богатиня Згожелецького повіту Нижньосілезького воєводства.
У 1975-1998 роках село належало до Єленьогурського воєводства.